# عمر الوکیل
عمر الوکیل (عربی: عمر الوكيل؛ زادهٔ ۱۴ مهٔ ۱۹۸۸) بازیکن هندبال اهل مصر است.